# Dömmasskärsgrunden
Dömmasskärsgrunden är en ö i Finland. Den ligger i Bottenviken och i kommunen Larsmo i den ekonomiska regionen  Jakobstadsregionen i landskapet Österbotten, i den nordvästra delen av landet. Ön ligger omkring 96 kilometer nordöst om Vasa och omkring 420 kilometer norr om Helsingfors.
Öns area är 1,9 hektar och dess största längd är 190 meter i sydöst-nordvästlig riktning. I omgivningarna runt Dömmasskärsgrunden växer i huvudsak blandskog.